# Harald Økern

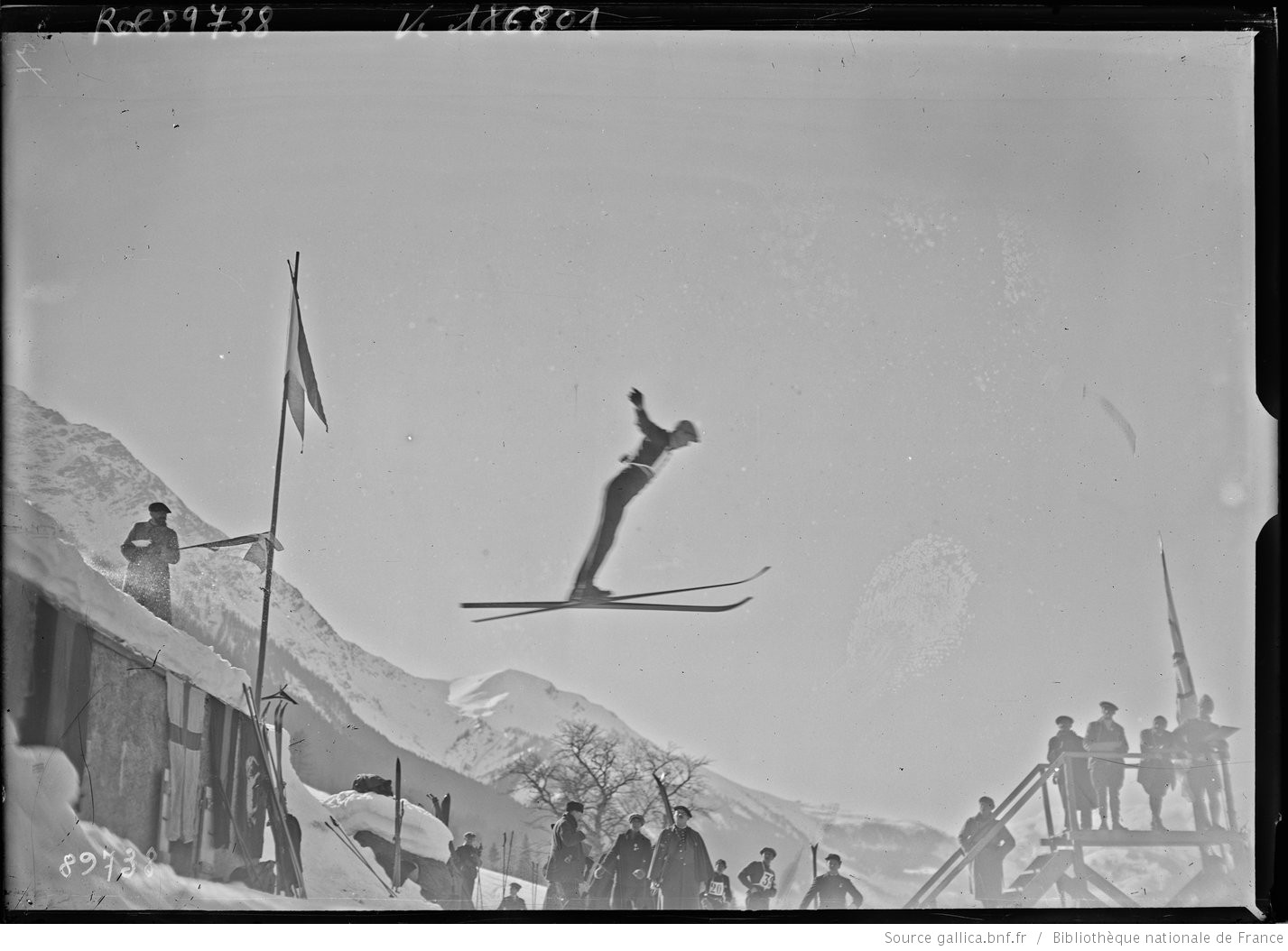
Økern under vinter-OS 1924.

Harald Økern, född 19 januari 1898 och död 17 augusti 1977, var en norsk idrottare som var aktiv inom nordisk skidsport under 1920-talet. Han medverkade vid olympiska vinterspelen i nordisk kombination och slutade på fjärde plats vid Olympiska vinterspelen 1924.
Han vann Holmenkollen ski festivalen i nordisk kombination 1922 och 1924. För detta fick han dela Holmenkollenmedaljen 1924 med Johan Grøttumsbråten